# Добровольский, Леонард Александрович
Леона́рд Алекса́ндрович Доброво́льский (укр. Леонард Олександрович Добровольський; 7 февраля 1929, Киев — 2013) — украинский врач-гигиенист, радиобиолог; доктор медицинских наук (1988).

## Биография
В 1955 году с отличием окончил санитарно-гигиенический факультет Киевского медицинского института, после чего заведовал Чуйской районной СЭС (Казахстан, 1955—1957). Делегат 2-го съезда врачей целинных земель (Алма-Ата, 1956).
Окончил аспирантуру при Киевском институте гигиены труда и профзаболеваний. Все последующие годы работал в там же, с 1971 года — заведующий, в последние годы — ведущий научный сотрудник Отдела эпидемиологических исследований Института медицины труда АМН Украины; руководил группой научно-медицинской информации и международных научных связей.
В 1968—1970 годах работал советником по гигиене труда Европейского регионального Бюро ВОЗ (Копенгаген).

### Семья
Отец — Александр Добровольский (? — 1935), лётчик-испытатель; мать — Ксения Штундер.
Жена — Ирина Георгиевна Бузинова (1931—2009), врач-педиатр;
- дочь (врач-педиатр);
  - внучка — Елизавета Радванская, поэтесса[4].

## Научная деятельность
В 1962 году защитил кандидатскую (руководитель — профессор Г. Х. Шахбазян), в 1988 — докторскую диссертацию.
Основные направления исследований:
- гигиена производственного микроклимата,
- радиационная гигиена и радиобиология (комбинированное действие инкорпорированных радиоактивных веществ и высокой температуры).

Разработаны:
- методология гигиенического нормирования комбинации ионизирующей радиации и нерадиационных факторов,
- инструкция по радиационной безопасности на предприятиях лесного хозяйства,
- инструкция для работников автомобильного транспорта Украинской ССР, выполняющих радиационно-опасные работы.

Организовал Первую конференцию ВОЗ по профилактике отравления пестицидами (Киев, 1971). Член Учёного совета Института медицины труда АМН Украины, квалификационного спецсовета по специальности «Гигиена и профпатология». Член международной комиссии по гигиене труда, член Совета международного общества по качеству воздуха в помещениях.
Автор более 300 научных работ, в том числе 50 в зарубежных изданиях, включая энциклопедии.

### Избранные труды
- Гигиена села : Науч.-вспом. указ. отеч. и зарубеж. лит. (1972—1982 гг.) / Сост.: Л. А. Добровольский и др. — Киев: РНМБ, 1983. — 365 с. — 800 экз.
- Добровольский Л. А. Материалы к гигиенической оценке температурных перепадов воздуха : Автореф. дис. … канд. мед. наук. — Киев, 1962. — 16 с. — 300 экз.
- Добровольский Л. А. Сочетанное действие радионуклидов и гипертермии на репродуктивную функцию как гигиеническая проблема : Автореф. дис. … д-ра мед. наук. — Киев, 1988. — 39 с.
- Научные труды Киевского НИИ гигиены труда и профзаболеваний : Библиогр. указ. работ, опубл. с 1959 по 1978 гг. / Сост.: Л. А. Добровольский и др. — Киев, 1978. — 184 с. — 1000 экз.
- Сватков В. И., Добровольский Л. А., Боровикова Н. М. Краткие итоги исследования сочетанного действия ионизирующего излучения и других факторов окружающей среды в УССР. — М.: Б. и., 1982. — 19 с.
- Сочетанное действие на организм ионизирующей радиации и факторов нелучевой природы : Рекоменд. список отеч. лит. и зарубеж. / Сост.: Л. А. Добровольский, Л. А. Рыжова. — Киев, 1978. — 27 с. — 500 экз.
- Сочетанное действие на организм химических и факторов другой природы : Рекоменд. список отеч. и зарубеж. лит. / Сост.: Л. А. Добровольский, Л. А. Рыжова. — Киев, 1979. — 22 с. — 300 экз.

Источник — Енциклопедія Сучасної України
- Изменения белкового обмена при длительном воздействии высокой температуры // Гигиена санитария. — 1961. — № 6.
- Меры радиационной безопасности при различных видах трудовой деятельности в условиях радиоактивного загрязнения. — Киев, 1986. (в соавт.).
- Словарь терминов и их определений в области гигиенического нормирования факторов окружающей среды. — М., 1988. (в соавт.).
- Advances in the study of combined effects of environmental factors on organism in Ukraine // Archives of Complex Environmental Studies. — 1999. Vol. 11, № 1-2.
- Некоторые данные моделирования длительного сочетанного действия малых доз Cs137 и ДДТ на плодовитость и потомство // Междунар. журн. радиац. медицины. — 2005. — № 7. (в соавт.).